# Salmo ezenami
Salmo ezenami es una especie de pez de la familia Salmonidae en el orden de los Salmoniformes.

## Morfología
Los machos pueden llegar alcanzar los 113 cm de longitud total y 17 kg de peso.

## Alimentación
Los ejemplares jóvenes comen principalmente gamàridos y  larvas de quironómidos, mientras que los adultos se nutren de moluscos, invertebrados bentónicos y alevines. Los individuos más grandes son piscívoras.

## Hábitat
Vive en zonas de  aguas dulces templadas.

## Distribución geográfica
Se encuentra en el lago Ezenam (Daguestán, norte del Cáucaso). En 1963 fue introducido en el lago Mochokh (Daguestán ).